# سابرینا ایمپاچاتوره
سابرینا ایمپاچاتوره (به ایتالیایی: Sabrina Impacciatore) (زاده ۲۹ مارس ۱۹۶۸) بازیگر و کمدین ایتالیایی است.
از کارهای معروف او می‌توان به بازی در برداشت نخست خوب، راهنمای عشق، هیچ‌کجا مثل خانه نیست و دلایل قلبی اشاره کرد.